# 野狗子
野狗子（やくし）とは『聊斎志異』の第1巻に収録された「野狗」に登場する妖怪であり、獣頭人身で死人の脳を吸うという。

## 概略
于七の乱の後、死はありふれた物となった。主人公の李化竜は山奥に逃れたが官兵と遭遇してしまう。官兵に処刑されるのをおそれ、無数の死体に紛れて死んだふりをした。やがて、獣の頭部と人間の胴体を持つ怪物が死体の上にやってきて、頭をかじり、脳味噌を吸った。李化竜は石を持って化け物の口を割り、化け物は逃げ、路上に大量の血を流した。その血のなかから見つかったのは、長さ四寸ばかりの怪物の歯で、中間はわずかに曲がっており、一方の歯は鋭くとがっていた。持ち帰って人に見せたが、誰も何も知らなかった。